# Klan (zespół muzyczny)
Klan – polski zespół rockowy założony w 1969 w Warszawie, jedna z pierwszych polskich grup, której udało się zerwać z domowym bigbitem i nawiązać do czołowych osiągnięć rocka progresywnego.

## Historia
Pierwszy skład grupy tworzyli: Marek Ałaszewski (eks-Bardowie i Pesymiści – śpiew, gitara), Maciej Głuszkiewicz (instrumenty klawiszowe), Roman Pawelski (gitara basowa), Andrzej Poniatowski (eks-Pesymiści; perkusja).
Kierownikiem artystycznym i autorem tekstów zespołu był Marek Skolarski, późniejszy współtwórca sukcesów grupy Vox. W początkowym okresie działalności formacji teksty pisał M. Ałaszewski. Klan debiutował w warszawskim klubie „Medyk” i wkrótce zwrócił na siebie uwagę dzięki interesującej, progresywnej muzyce i surrealistycznym tekstom, choć Ałaszewskiemu niekiedy zarzucano kopiowanie stylu wokalnego Niemena. 
Już w roku swojego powstania dokonał pierwszych nagrań radiowych, które przyniosły grupie popularność (m.in. Z brzytwą na poziomki, Nie sadźcie rajskich jabłoni, Chcę być ptakiem rock and rollem, Automaty), pojawił się w Telewizyjnej Giełdzie Piosenki, w czerwcu wystąpił na KFPP w Opolu (koncert Każdy kiedyś zaczynał), a w roku następnym ukazała się jego pierwsza płyta, epka Klan. 
Najważniejszym osiągnięciem artystycznym zespołu jest ich pierwszy longplay, zatytułowany Mrowisko, który wypełniła muzyka napisana do spektaklu baletowego o tym samym tytule z librettem Skolarskiego, muzyką Ałaszewskiego, scenografią Marka Lewandowskiego i choreografią Marquity Compe. W widowisku wzięli udział soliści Teatru Wielkiego. 
Mrowisko jest powszechnie uznawane za jedną z żelaznych pozycji polskiego kanonu rockowego. Premiera widowiska miała miejsce na VIII KFPP Opole'70 i miała charakter imprezy towarzyszącej festiwalowi. Mrowisko było wydarzeniem 1970. Ponadto zespół wziął także udział w koncercie awangardy beatowej w ramach wrocławskiego festiwalu Jazz nad Odrą i wziął udział w imprezie w ramach Interclubu – Medyk'1970 (sierpień). 
W marcu 1971 z zespołu odeszli Głuszkiewicz i Poniatowski (pod koniec lat 70. zajął się realizacją dźwięku i związał się z lubelskim System Studio w którym nagrywali, m.in. Budka Suflera, Maanam, Vox, czy Alex Band – w 1981 zamieszkał w Szwecji i zajął się cyfrowym masteringiem nagrań), a zastąpili ich: klawiszowiec Krzysztof Dłutowski (eks-Pięciu; dawniej Dzikusy, Blackout, Breakout) i perkusista Wojciech Morawski (eks-Grupa X, potem m.in. System, Breakout, Test, Perfect, Porter Band). Zespół koncertował z materiałem z Mrowiska do sierpnia tego samego roku i jesienią rozpadł się.

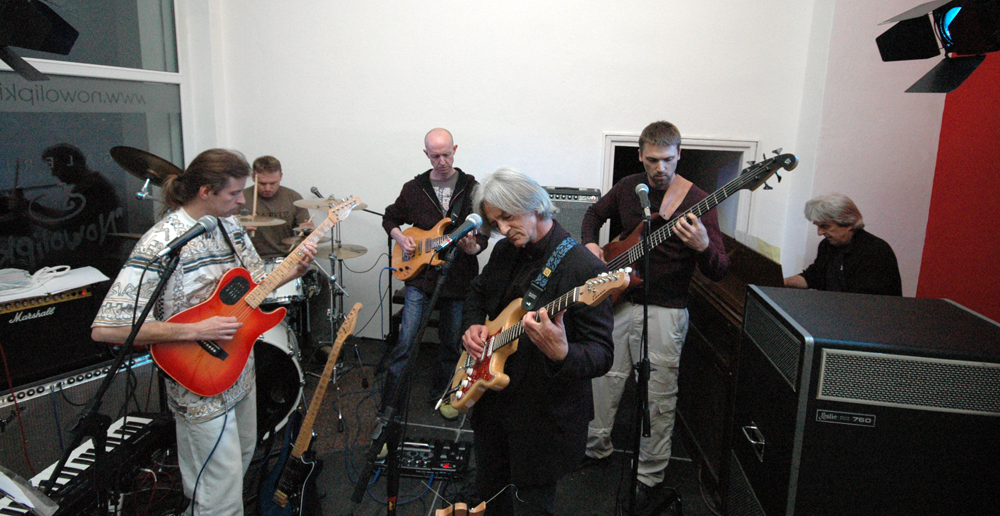
Koncert w Galerii Nowolipki w Warszawie, 16 maja 2009

Pod koniec sierpnia 1972 Ałaszewskiemu i Jaśkiewiczowi towarzyszyła sekcja rytmiczna, złożona z jazzmanów słynnego kwintetu Tomasza Stańki – Bronisława Suchanka (kontrabas) i Janusza Stefańskiego (perkusja). Był to skład stworzony tylko na jeden koncert, który odbył się w Finlandii. Zespół wystąpił na Festiwalu Helsińskim z premierowym materiałem z pogranicza free jazzu i rocka. 26 lutego 2016 roku na płycie pt. Live Finland 1972, wydanej nakładem wytwórni Gad Records, ukazał się zapis tego koncertu.
W kolejnych latach Ałaszewski kilkukrotnie reaktywował Klan, dokonując nagrań radiowych. Przez zespół przewinęli się: gitarzysta Tomasz Jaśkiewicz (eks-Niemen Enigmatic; dawniej Chochoły i Akwarele) (1972–1975), perkusista Tomasz Buttowt (wziął udział w nagraniu utworu Ostatnie prześwity pamięci, zarejestrowanego w warszawskim radiu latem 1972, nagrywał także w 1973 i 1975), basista Marian Pawlik (1973), gitarzyści: Wojciech Waglewski i Dariusz Jurkiewicz oraz perkusista Tomasz Pilewski (1980). 24 listopada 2017 roku ukazała się również nakładem Gad Records płyta zatytułowana Chmura nad miastem. 1972–1994 lost & found recordings z zachowanymi z tych sesji nagraniami. 
Klan po raz kolejny wznowił działalność w 1991 w składzie: Marek Ałaszewski, Artur Łobanowski (gitara, instrumenty klawiszowe), Wojciech Ruciński (gitara basowa) i Radosław Nowakowski (perkusja, eks-Osjan), wystąpił podczas sopockich „Trzech Dekad Rocka” i rok później nagrał drugą płytę długogrającą Po co mi ten raj. Album intrygował, był zaskoczeniem dla słuchaczy i wyprzedzał powstałą w Polsce modę na muzykę unplugged. Zespół promował go koncertami w Polsce, po czym zawiesił działalność (1994). 
24 maja 1996 reaktywowany zespół wystąpił w klubie Stodoła podczas koncertu, zatytułowanego Warszawski rock and roll lat 60. Z brzytwą na poziomki (został on udokumentowany płytą, pt. Warszawski Rock & Roll. Live in Concert), a następnie w Centrum Łowicka (1997) i w Sali Kongresowej (1999). 
W 2008 lider zespołu ponownie reaktywował Klan, najpierw pod nazwą Marek Ałaszewski Band. W 2012 ukazał się kolejny album grupy, zatytułowany Laufer. W 2015 prócz Marka Ałaszewskiego Klan tworzyli: Jacek Kępka (śpiew, instrumenty klawiszowe), Piotr Gąssowski (gitara), Marek Ałaszewski Junior (gitara basowa; syn lidera grupy) i Grzegorz Grzyb (perkusja). W maju 2016 Marek Ałaszewski doznał ciężkiego udaru, nie powrócił już do działalności artystycznej. Zmarł w listopadzie 2023. 23 lipca 2018 Grzegorz Grzyb został potrącony przez samochód podczas jazdy na rowerze i zmarł w szpitalu w Warszawie.

## Dyskografia[15]
- Klan (EP N-0586 Pronit, 1970)
- Mrowisko (LP SXL 0756 Muza; 1971), (reedycja LP SX 2539 Z archiwum polskiego rocka vol. 21 Muza; 1987), (wznowienia na CD: DIG 103 Digiton, 1991; PNCD 981 Polskie Nagrania – Yesterday 2005, wznowienie wersja box 2 CD Metal Mind Productions MMP CD 0637 DGD 2008)
- Po co mi ten raj (CD DIG 129 Digiton; 1992,  wznowienie Metal Mind Productions MMP CD 0638 DG 2008)
- Senne wędrówki (CD 003 GAD, 2011 – nagrania archiwalne z 1971)
- Laufer (CD, 2012)
- Nerwy miast (CD 016 GAD, 2014 – nagrania archiwalne z lat 1969–1971)
- Working Class Devils, Vol. 2 (LP BRLP0007007 Beat Road, 2014 – kompilacja)[16]
- Live Finland 1972 (CD 039 GAD, 2016)
- Chmura nad miastem. 1972–1994 lost & found recordings (GAD CD 066, 2017)[11]